# Quercus segoviensis
Quercus segoviensis är en bokväxtart som beskrevs av Frederik Michael Liebmann. Quercus segoviensis ingår i släktet ekar, och familjen bokväxter. Inga underarter finns listade i Catalogue of Life.